# Nina Zander
Nina Zander (* 26. Januar 1990 in Nürnberg) ist eine ehemalige deutsche Tennisspielerin.

## Karriere
Nina Zander begann im Alter von acht Jahren mit dem Tennissport, ihr bevorzugter Belag war der Teppichboden.
Sie spielte hauptsächlich Turniere auf dem ITF Women’s Circuit, bei denen sie einen Einzel- und zwei Doppeltitel gewinnen konnte.
Auf der WTA Tour schied sie 2013 beim Nürnberger Versicherungscup bereits in der ersten Runde der Qualifikation gegen Kristina Barrois aus. In der Doppelkonkurrenz startete sie mit Laura Siegemund im Hauptfeld, an deren Seite sie ebenfalls in Runde eins ausschied. 2014 stand sie beim Nürnberger Versicherungscup nach erfolgreicher Qualifikation erstmals im Hauptfeld eines WTA-Turniers.
In der deutschen Tennis-Bundesliga spielte Zander 2010 für den THC im VfL Bochum, dem sie 2011 in der 2. Liga die Treue hielt. 2012 und 2013 schlug sie in der 2. Bundesliga jeweils für den TC Blau-Weiss Halle auf.
Seit September 2015 ist Nina Zander auf der Damentour nicht mehr angetreten.

## Turniersiege

### Einzel
| Nr. | Datum            | Turnier             | Kategorie   | Belag           | Finalgegnerin | Ergebnis       |
| --- | ---------------- | ------------------- | ----------- | --------------- | ------------- | -------------- |
| 1.  | 27. Februar 2011 | Zell am Harmersbach | ITF $10.000 | Teppich (Halle) | Eva Hrdinová  | 6:73, 7:5, 6:1 |

### Doppel
| Nr. | Datum              | Turnier          | Kategorie   | Belag             | Partnerin        | Finalgegnerin                   | Ergebnis |
| --- | ------------------ | ---------------- | ----------- | ----------------- | ---------------- | ------------------------------- | -------- |
| 1.  | 27. Juli 2013      | Tampere          | ITF $10.000 | Sand              | Julia Wachaczyk  | Emma Laine Piia Suomalainen     | 6:4, 6:4 |
| 2.  | 27. September 2014 | Clermont-Ferrand | ITF $25.000 | Hartplatz (Halle) | Irina Ramialison | Fanny Caramaro Victoria Muntean | 6:1, 6:0 |